# 普拉德斯
普拉德斯，是西班牙加泰罗尼亚塔拉戈纳省的一个市镇。总面积33平方公里，总人口561人（2001年），人口密度17人/平方公里。